# Gornja Šatornja
Gornja Šatornja (en serbe cyrillique : Горња Шаторња) est un village de Serbie situé dans la municipalité de Topola, district de Šumadija. Au recensement de 2011, il comptait 494 habitants.

## Démographie
| 1948 | 1953 | 1961 | 1971 | 1981 | 1991 | 2002 | 2011 |
| ---- | ---- | ---- | ---- | ---- | ---- | ---- | ---- |
| 826  | 858  | 818  | 747  | 705  | 622  | 558  | 494  |

|  |